# Astragalus pseudoaustralis
Astragalus pseudoaustralis är en ärtväxtart som beskrevs av Fisch. och Carl Anton von Meyer. Astragalus pseudoaustralis ingår i släktet vedlar, och familjen ärtväxter. Inga underarter finns listade i Catalogue of Life.